# Веймарн, Павел Платонович
Па́вел Плато́нович Ве́ймарн (1857, Санкт-Петербург — 10 [23] сентября 1905, Нарва) — российский музыковед

, музыкальный критик и композитор.

## Биография
Происходил из дворянской семьи Веймарнов. В 1877 году окончил Первую Санкт-Петербургскую классическую гимназию. Служил в лейб-гвардии Семёновском полку.
С 1880 года печатался в «Русской музыкальной газете», журнале «Сын отечества» и других периодических изданиях. В 1888—1890 годах был редактором-издателем музыкального журнала «Баян». Музыкальное образование получил под руководством Галлера и Казбирюка (теория) и Карла ван Арка (фортепиано).
Написал несколько брошюр о M. И. Глинке, о Э. Ф. Направнике и о Ц. А. Кюи. Автор романсов и пьес для фортепиано и для виолончели — невысокого достоинства. Отстаивал самобытные течения в русской музыке.
Умер 10 (23) сентября 1905 года.